# ブラチスラヴァ市電
ブラチスラヴァ市電（スロバキア語: Električková doprava v Bratislave）は、スロバキアの首都であるブラチスラヴァを走る路面電車。1895年に開通した世界で最も古い路面電車路線の1つで、2019年現在5つの系統が運行し、トロリーバス（ブラチスラヴァ・トロリーバス）や路線バスと共にブラチスラヴァ交通企業会社によって運営されている。

## 歴史

### 第二次世界大戦まで
ブラチスラヴァ市内を走る路面電車は、都市名が「プレスブルク（Pressburg）」であった1893年に建設許可を受けたザルツブルクの技術者であるアレキサンダー・ヴェルナー（Alexander Werner）らによって1895年8月27日に開通した電化路線をルーツに持つ。開業当時最先端の交通機関であった路面電車は高い評価を受け、翌年以降路線延伸や車両増備を行い、それまでブラチスラヴァの公共交通を担っていた乗合馬車を廃止に追い込んだ。開業当初はブラチスラヴァ都市電気鉄道（Bratislavskú mestskú elektrickú železnicu）が運営していたが、路線網の急速な発展に伴い1898年に新たに設立されたP.V.V.V.（Pozsonyi villamossági részvéntyársaság）へと経営が受け継がれた。1907年以降は路線の複線化も実施されている。
第一次世界大戦やチェコスロバキア（第一共和国）成立を経た1921年にはブラチスラヴァ市電気鉄道（Bratislavská mestská elektrická železnica、BMEŽ）に経営権が移管され、翌1922年に社名をブラチスラヴァ電力参加会社（Bratislavskú elektrickú účastinársku spoločnosť、BEÚS）に改めた。同社は1923年にスイス・チューリッヒの企業であるエヴァグ・ホールディング（Evag Holding）の完全子会社となっている。その後、1925年にブラチスラヴァ市との間で長年の運用で老朽が進んでいた市電の抜本的な近代化事業に関する契約を結び、系統の再編や新設、設備更新などが行われた。その一方で、1927年からブラチスラヴァ電力参加会社は路線バス事業にも乗り出し、運用開始に合わせて一部の路面電車系統の廃止が実施されている。
その後も路線バスの拡張とともに路面電車の発展も続き、1935年にはブラチスラヴァ - クランジスカ間を結んでいた電気鉄道（Bratislava - Krajinská hranica）の買収も実施された。1940年にはチェコスロバキア国内の車両の通行区分を右側通行に改めた事により、一部車両の置き換えが行われている。だが、その一方で、ナチス・ドイツの傀儡政権下に置かれた第二次世界大戦時のブラチスラヴァ市電では徴兵による人員不足から年金受給者や女性の雇用を余儀なくされる状況となった。また、1943年からは防空壕も兼ねてブラチスラヴァ城の下にトンネルの建設が行われたが終戦に間に合わず、使用を開始したのは1949年からとなった。そして1944年から続いた空襲や1945年4月7日に起きたドイツ軍による破壊により、同市の交通機関は甚大な被害を受ける形で終戦を迎えた。

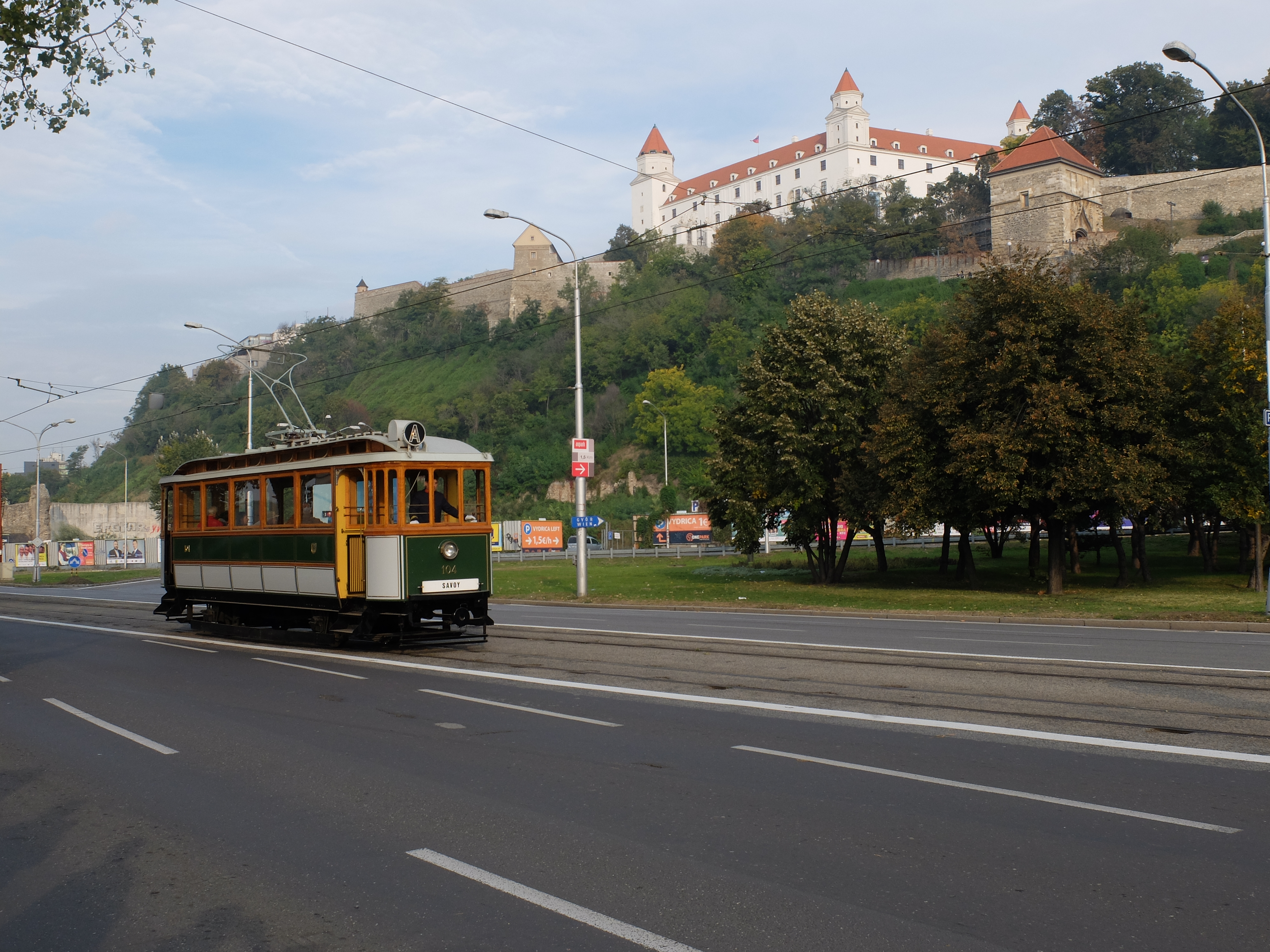
ハンガリー・ガンツ製の2軸車
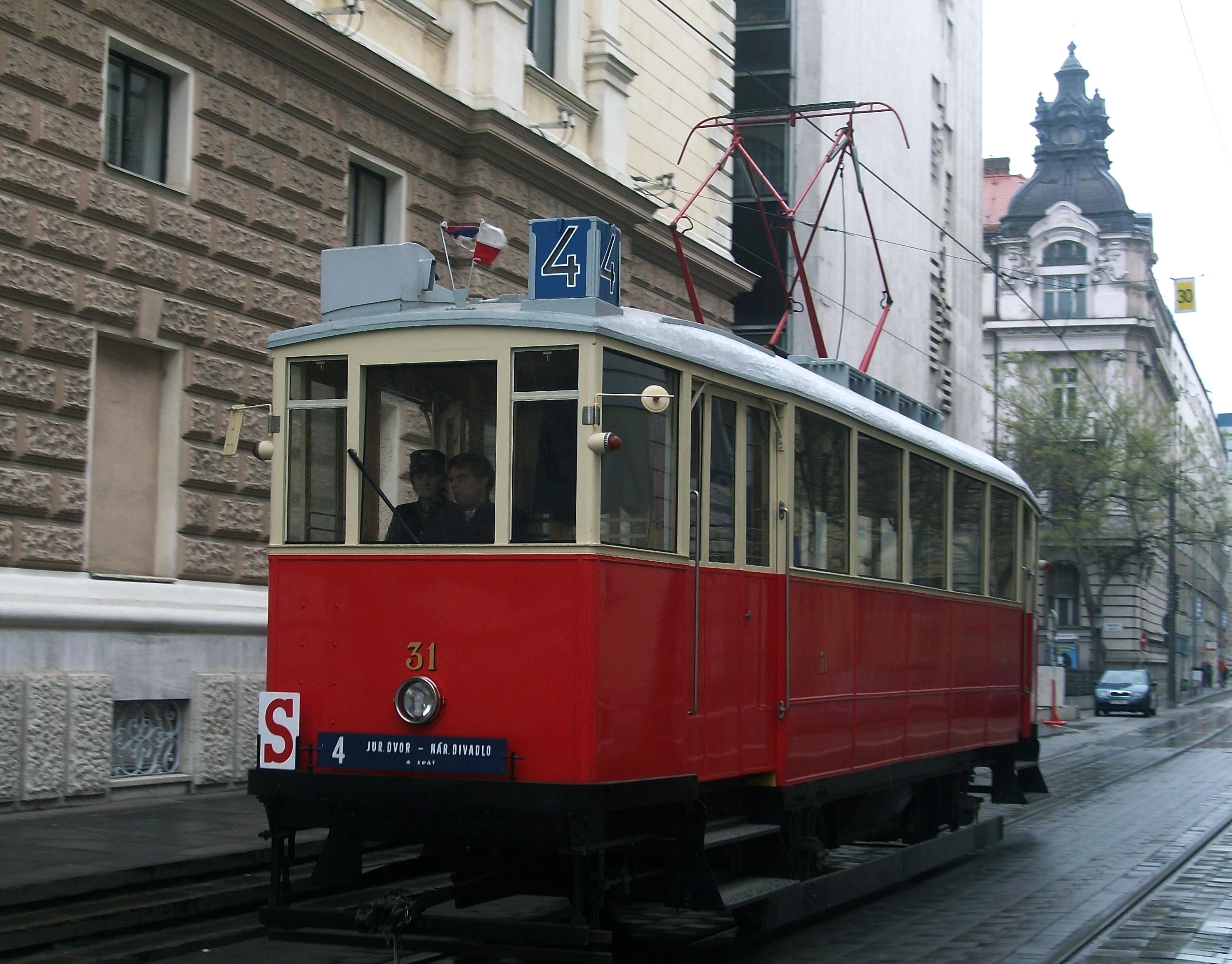
2軸車の一部は動態保存されている
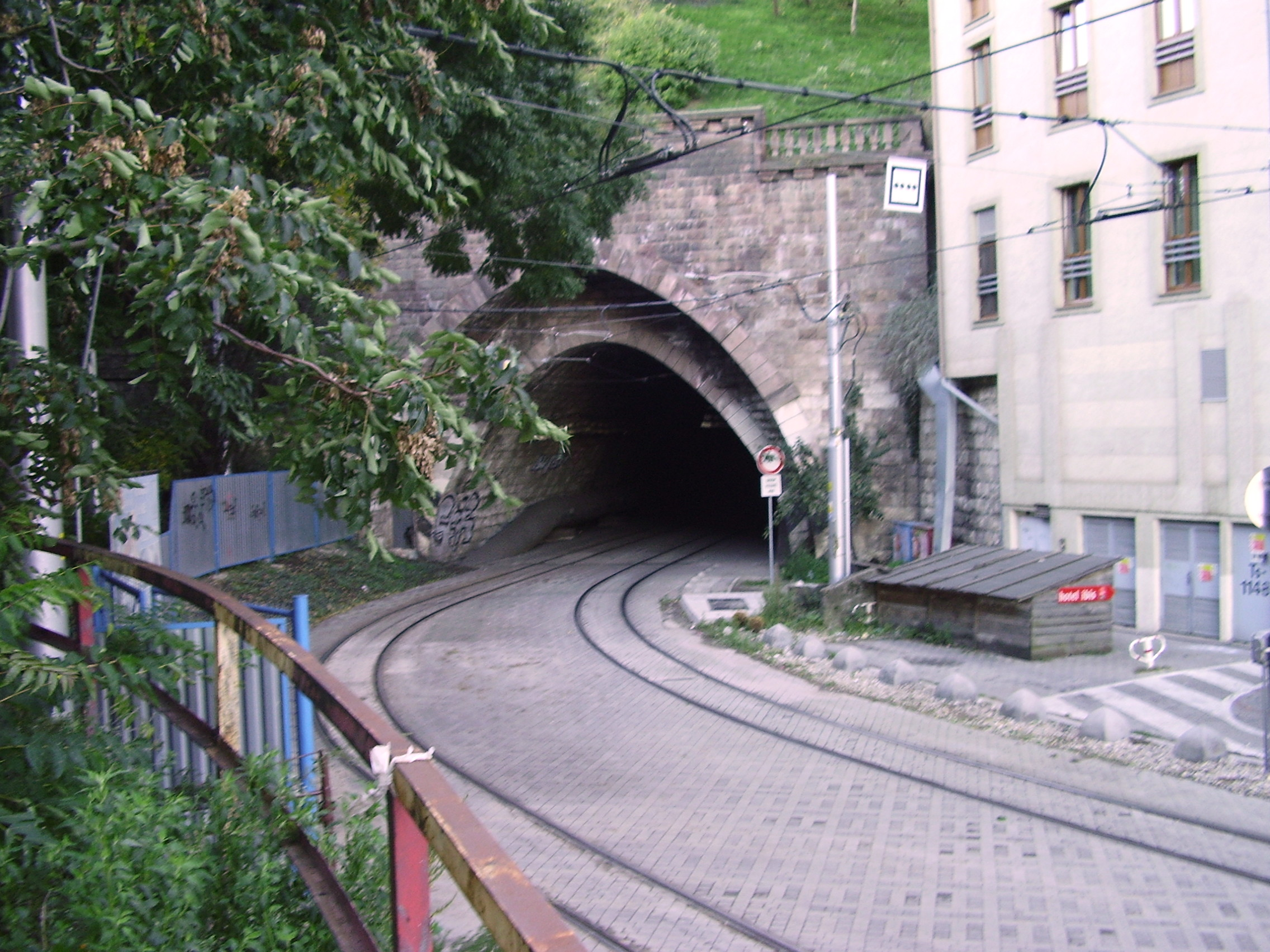
ブラチスラヴァ城の地下を通るトンネル

### チェコスロバキア社会主義共和国時代
第二次世界大戦終戦後、ブラチスラヴァ市の公共交通機関は復旧工事が行われ、路面電車については1945年中に全線で運行を再開した。一方、1947年にブラチスラヴァ市とエヴァグ・ホールディングの間でブラチスラヴァ電力参加会社の公営化に関する契約が成立したが、翌1948年にチェコスロバキアが社会主義体制の国家「チェコスロバキア社会主義共和国」になった事で同社も国有化され、同年7月1日に市電をはじめとする交通機関の運営権はブラチスラヴァ国営首都交通（Dopravné  závody mesta Bratislava、DOZAB）へと移管した。
1950年代は都市の発展や路線網の拡充に伴い路面電車の輸送量が増加し、1958年をもって長年続いた2軸車の導入が終了した一方、同年からはアメリカ合衆国の高性能路面電車・PCCカーの技術を用いたタトラ国営会社スミーホフ工場（→ČKDタトラ）製のタトラカー（ボギー車）の導入が始まった。1970年代からは連接車が登場し、従来のタトラカーについても信用乗車方式を用いた連結運転が多数の系統で実施されるようになった。更に軌間の変更（1,000 mm→1,435 mm）やプラットホームの高床化を伴う高速化事業も計画されたものの、実現する事は無かった。
同年代以降はオイルショックの影響もあり、トロリーバスと共に路線の拡充が行われ、1984年にブラチスラヴァ市電の路線規模は最大に達した。1990年からは軌道の大規模な修繕工事が行われ、1992年のビロード離婚によるチェコとスロバキアの分離を挟んだ1993年まで続いた。

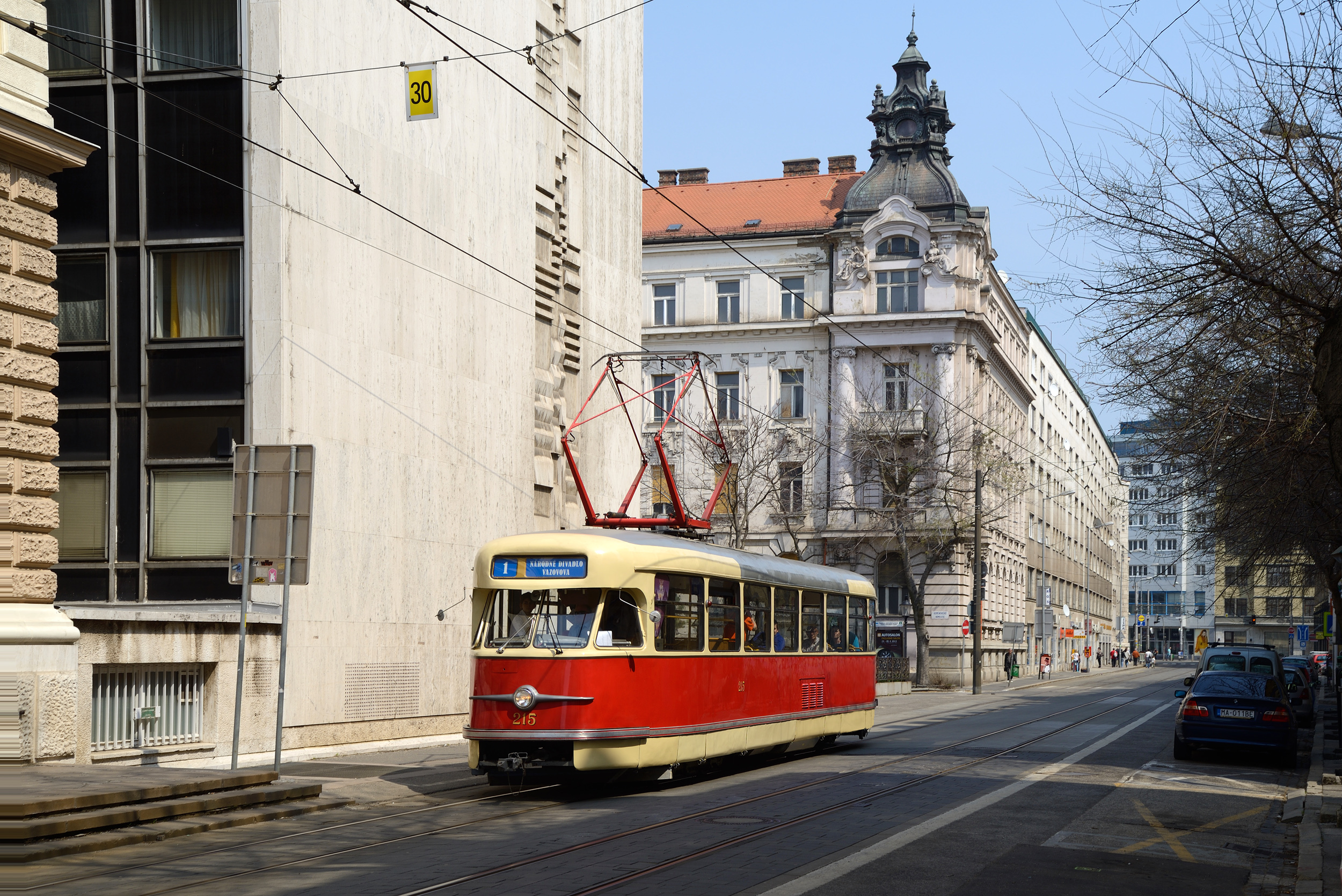
ブラチスラヴァ市電初のタトラカー・タトラT2
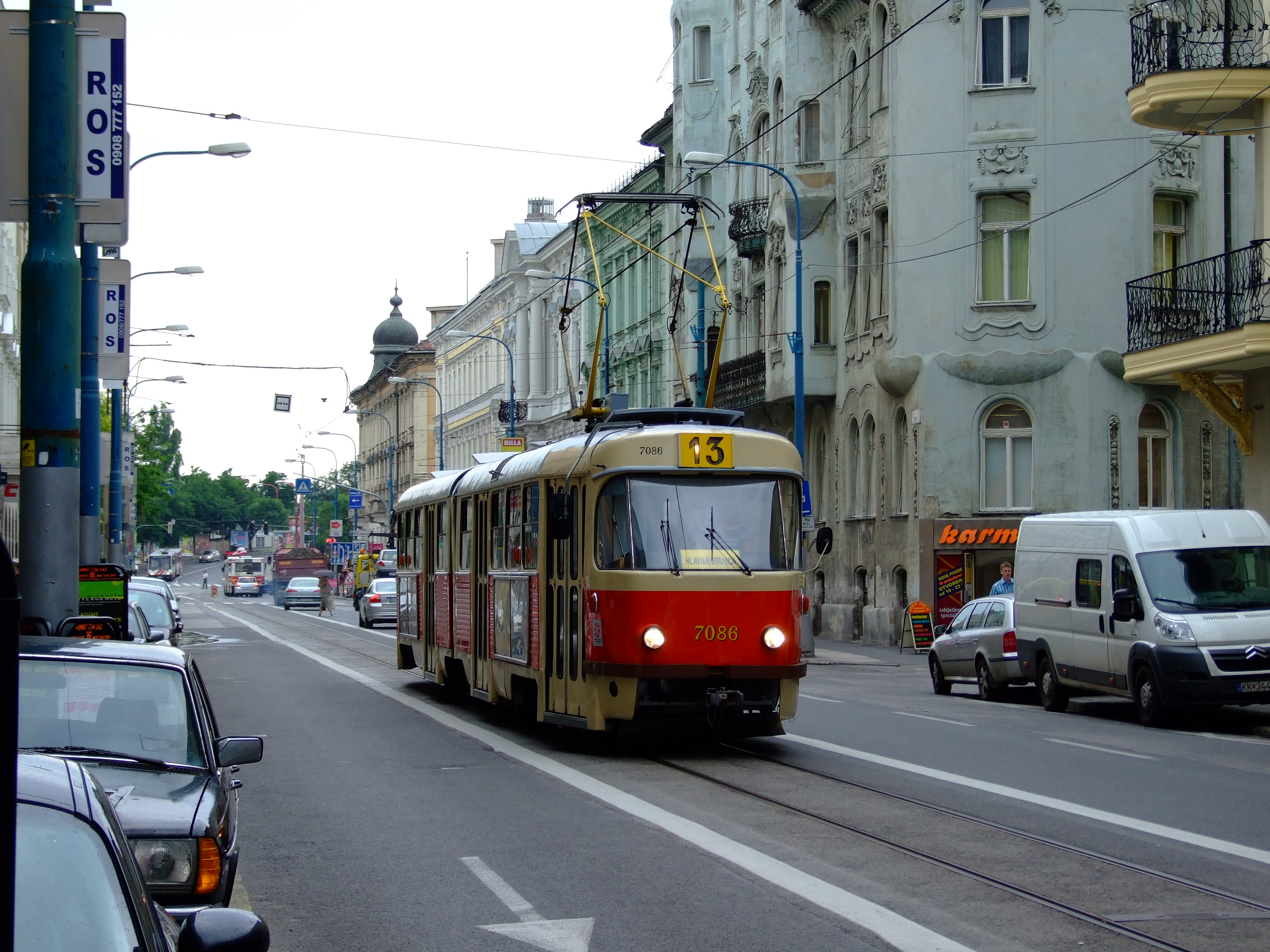
ブラチスラヴァ市電初の連接車であるタトラK2

### 民主化後の近代化
民主化後のブラチスラヴァ市内ではモータリーゼーションにより自家用車が増加し、運賃の値上げが加わって収入の減少傾向が見られ、1992年12月23日に路面電車の14系統が廃止されたのを皮切りにトロリーバスや路線バスを含めた路線の縮小が相次いだ。一方で利便性の高い公共交通機関はその後も多くの乗客に利用され、90年代後半からは路線の新設も行われた他、新型電車導入と並行して旧型電車の更新工事も始まった。運営母体についても1994年に合資会社のブラチスラヴァ交通企業会社に再編されている。
2000年代以降は他の交通機関と合わせたゾーン制の導入や車両や設備の近代化などによりブラスチラヴァの公共交通機関の利用客は再度増加し始めた。2012年にはダイヤ改正により系統が大幅に見直され、ラッシュ時のみ運行するものも含めてブラチスラヴァ市電は8系統による運用となり、2014年には市電初の超低床電車であるシュコダ・トランスポーテーション製のフォアシティ・プラスが営業運転を開始している。
ブラチスラヴァ市電は世界で最も古い電気鉄道の1つとして多数の乗客に利用され続けており、2019年には開通から124周年を迎えている。また、1961年に橋梁の老朽化によって一度廃止されたペトルジャルカ（Petržalku）方面への新路線の建設が進んでおり、2016年6月8日に第一期となる延伸路線が開通している。

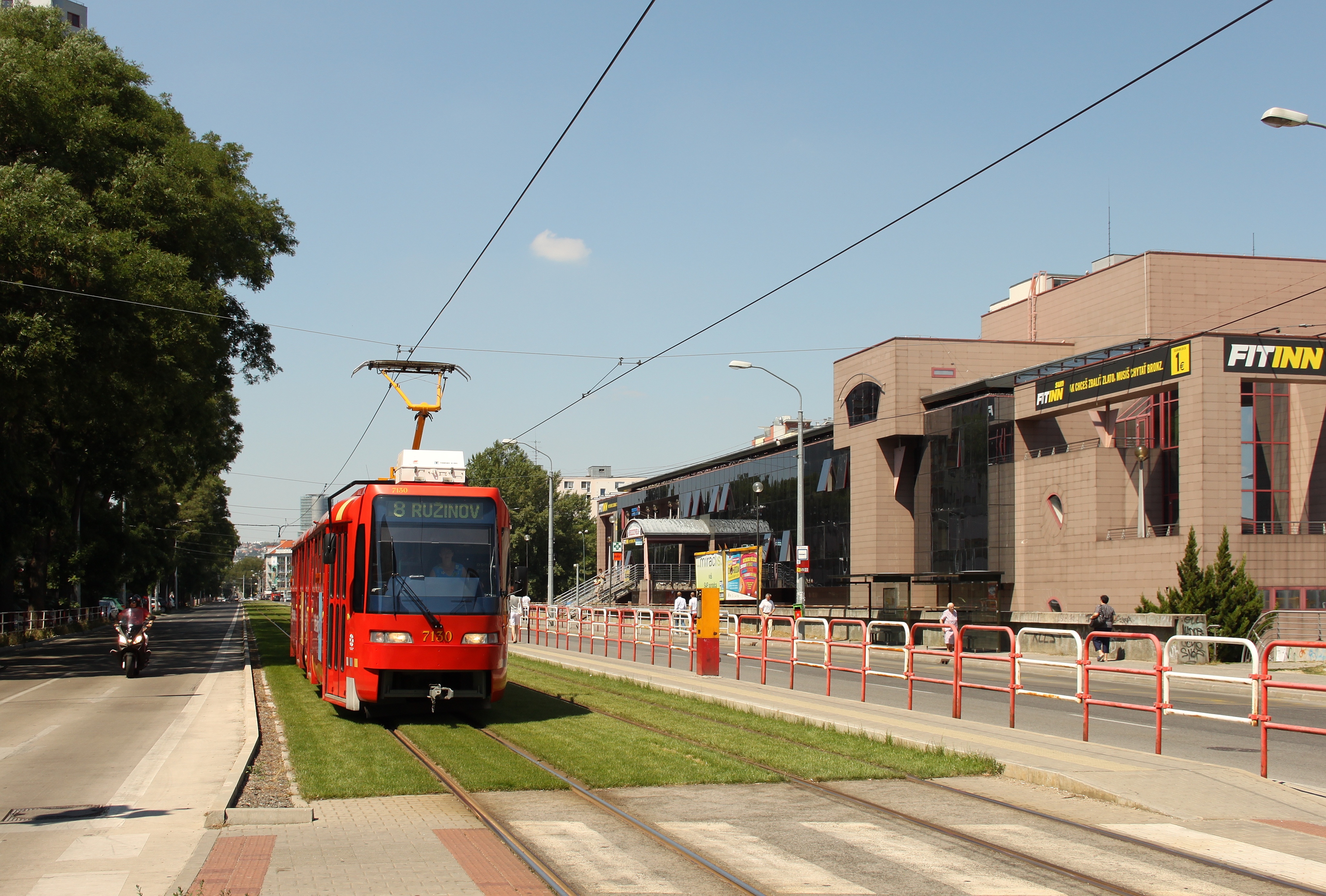
一部区間では軌道の緑化も行われている
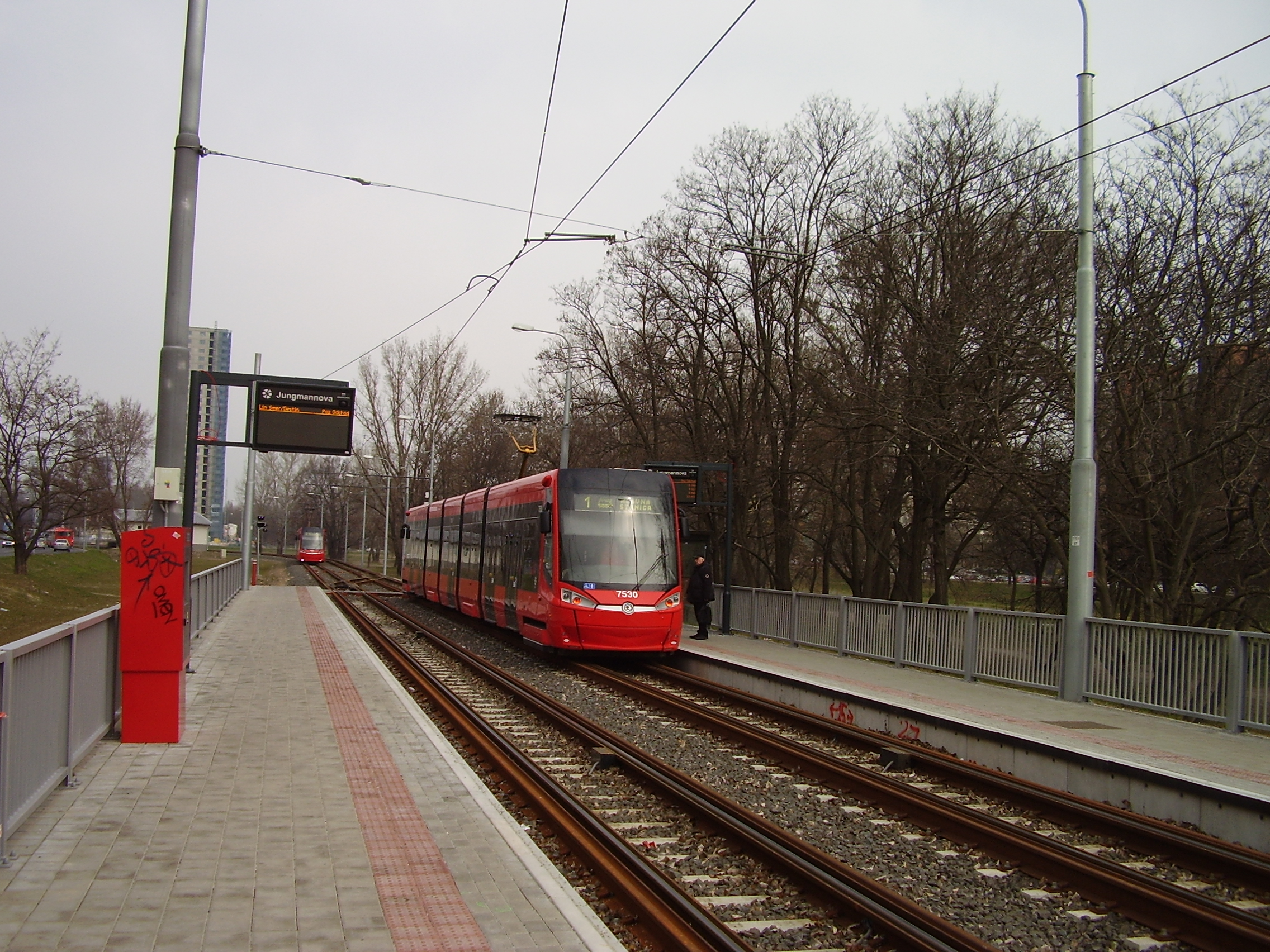
2016年に開通したペトルジャルカ地区のJungmanova電停

## 運用

### 運賃
ブラチスラヴァ市電を含めたブラチスラヴァ交通企業会社が運営する公共交通機関は、乗客自身が乗車前に運賃を支払う信用乗車方式を導入している。そのため、事前に紙の乗車券を購入するか、非接触式ICカード「BČK」やスマートフォン用アプリを用いた支払いを行う必要がある。車内で実施される検札で無賃乗車が発覚した場合、最大70ユーロ以上の罰金が科せられる。
運賃は時間制およびゾーン制によって定められており、初乗り運賃となる15分・2ゾーン間の料金は0.70ユーロで、「BČK」やアプリを利用して支払う際には10 %分の割引が行われる。この通常の乗車券に加えてブラチスラヴァ交通事業会社ではグループ利用券や1日券、定期券の発行も行っている他、「BČK」やアプリを用いた事前購入も可能である。これらはブラチスラヴァ市内の交通機関（路面電車、路線バス、トロリーバス）に加え、スロバキア国鉄やレギオジェットが運営するブラチスラヴァ地域を発着する列車や、スロバキア・ラインズが運営する郊外バス路線など地域輸送を目的とした交通機関との共通運賃となっている。

### 系統
2019年12月19日に実施されたダイヤ改正以降、ブラチスラヴァ市電では以下の5系統が運行している。この改正に伴い系統数が減少した一方運転間隔が短縮されており、平日には5分、ラッシュ時には4分、複数の系統が運行する区間では日中でも最短2分間隔という高頻度運転が実施される一方、休日でも最低7.5分間隔となり、輸送力が大幅に増大している。ブラチスラヴァ交通企業会社では路面電車の長期運休を要する施設の近代化や新規路線の建設を進めており、2020年の春季にも再度ダイヤ改正を実施する予定である。
| 系統番号 | 主要駅                                                 | 備考 |
| -------- | ------------------------------------------------------ | --- |
| 1        | Hlavná stanica - Nám. Ľudovíta Štúra                   | Námesite SNP→Nám. Ľ. Štúra→Námesite SNP間は反時計回りの環状運転を実施 Hlavná stanica（ブラチスラヴァ中央駅）でスロバキア国鉄と接続 |
| 3        | Petržalka (Jungmanova) - Rača (Komisárky)              | |
| 4        | Dúbravka (Pri Kríži) - Zlaté Piesky/Stanica Nové Mesto | Kamenné nám.→SND→Nám. Ľ. Štúra→Most SNP間はKútiky方面のみ運行 Most SNP→Šafárikovo nám.→Kamenné nám.間はŽST Nové Mesto / Zlaté Piesky方面のみ運行 ŽST Nové Mesto電停始発およびZlaté Piesky電停始発は交互に設定 Pri križi - Kútiky間は2020年に運行開始予定 |
| 7        | Hlavná stanica - Stn. Vinohrady/Rača Komisárky (7k)    | ラッシュ時のみ運行 午後に運行する列車はŽST Vinohrady電停始発 Hlavná stanica（ブラチスラヴァ中央駅）でスロバキア国鉄と接続 |
| 9        | Karlova Ves (Kútiky) - Ružinov (Astronomická)          | Kapucínska - Poštová, Martinus間はブラチスラヴァ城下のトンネルを走行 |

## 車両
開業以降ブラチスラヴァ市電にはハンガリーのガンツ製の車両が導入されていたが、第一次世界大戦以降はタトラ・スチューデンカ（Tatra Studénka）やオーストリアのSGP（Simmering-Graz-Pauker）、更にブラチスラヴァ市電の工場で生産された車両の導入が実施された。1958年からはタトラ国営会社スミーホフ工場（→ČKDタトラ）製のボギー車や連接車（タトラカー）の導入が長期に渡って行われ、2010年代以降はチェコのシュコダ・トランスポーテーション製の超低床電車が登場している。
以下に解説する営業用車両に加えて、ブラチスラヴァ市電では戦前製の2軸車や初のタトラカーであるタトラT2、営業運転に使用されているタトラカーの一部も導入時の原型に復元され動態保存運転に用いられている。

### タトラT3

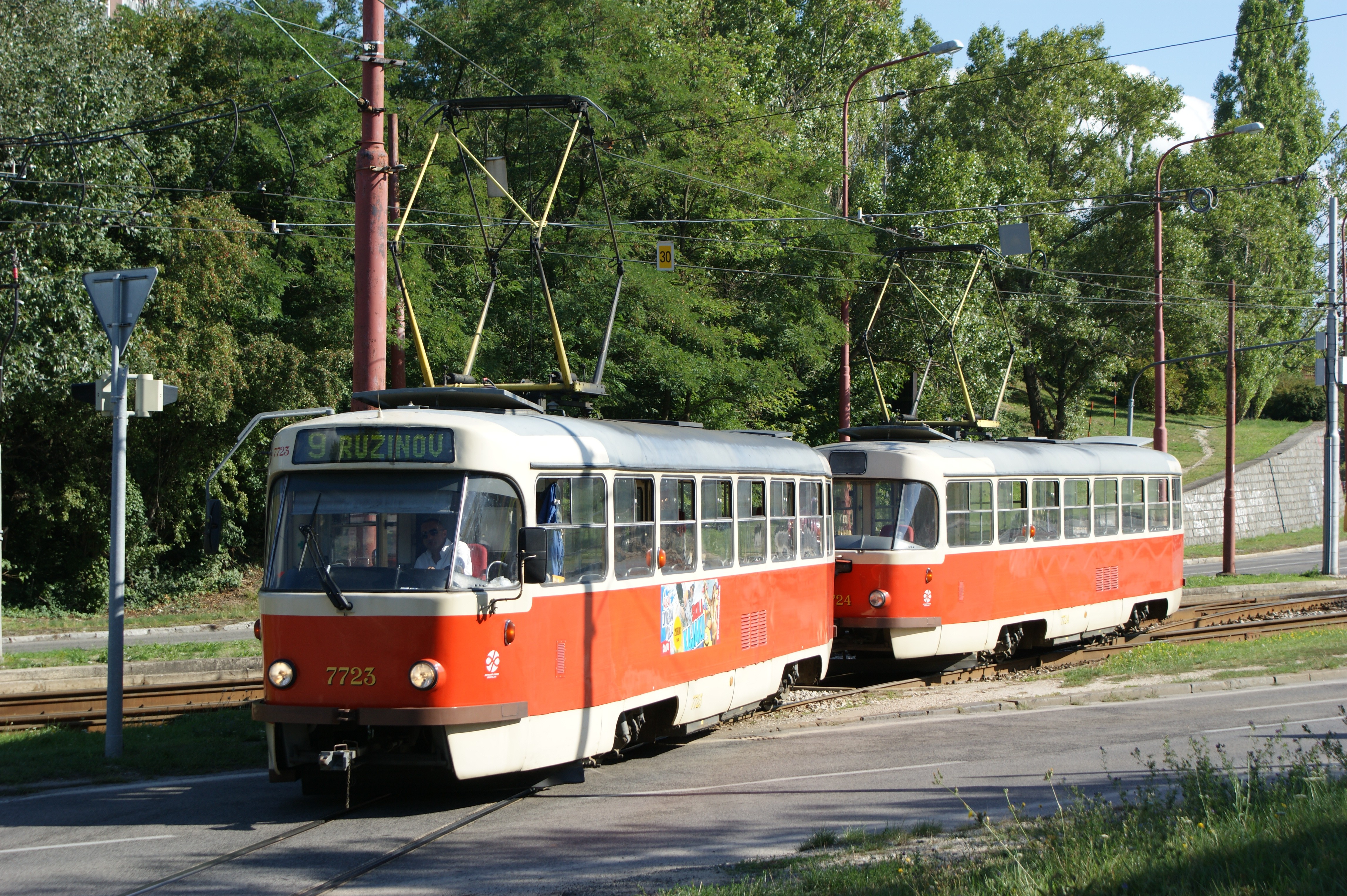
タトラT3

1960年から東側諸国へ向けて1万両以上が生産されたボギー車。ブラチスラヴァ市電には1968年から導入が始まり、1980年代まで計188両が導入された。利用客増加のため1980年からは2両編成の連結運転が開始された他、後継車両の開発の遅れに伴い1982年以降はソビエト連邦向けに開発されたT3SUや同形式にチェコスロバキア向けの改良を施したT3SUCSが導入された。
チェコスロバキア時代の1970年代後半に制御方式を電機子チョッパ制御方式（サイリスタチョッパ制御方式）に変更したT3Mへの改造が一部車両に行われた他、1990年代以降はT3G、T3S、T3AS、T3Mod、T3P、T3R.PVなど各種電気機器の更新や車体の修繕、運転台や前面形状の更新などを実施した車両が導入されている。また検測車に改造された車両も存在する一方、1両（275）は導入当初の姿に復元された上で動態保存されている。

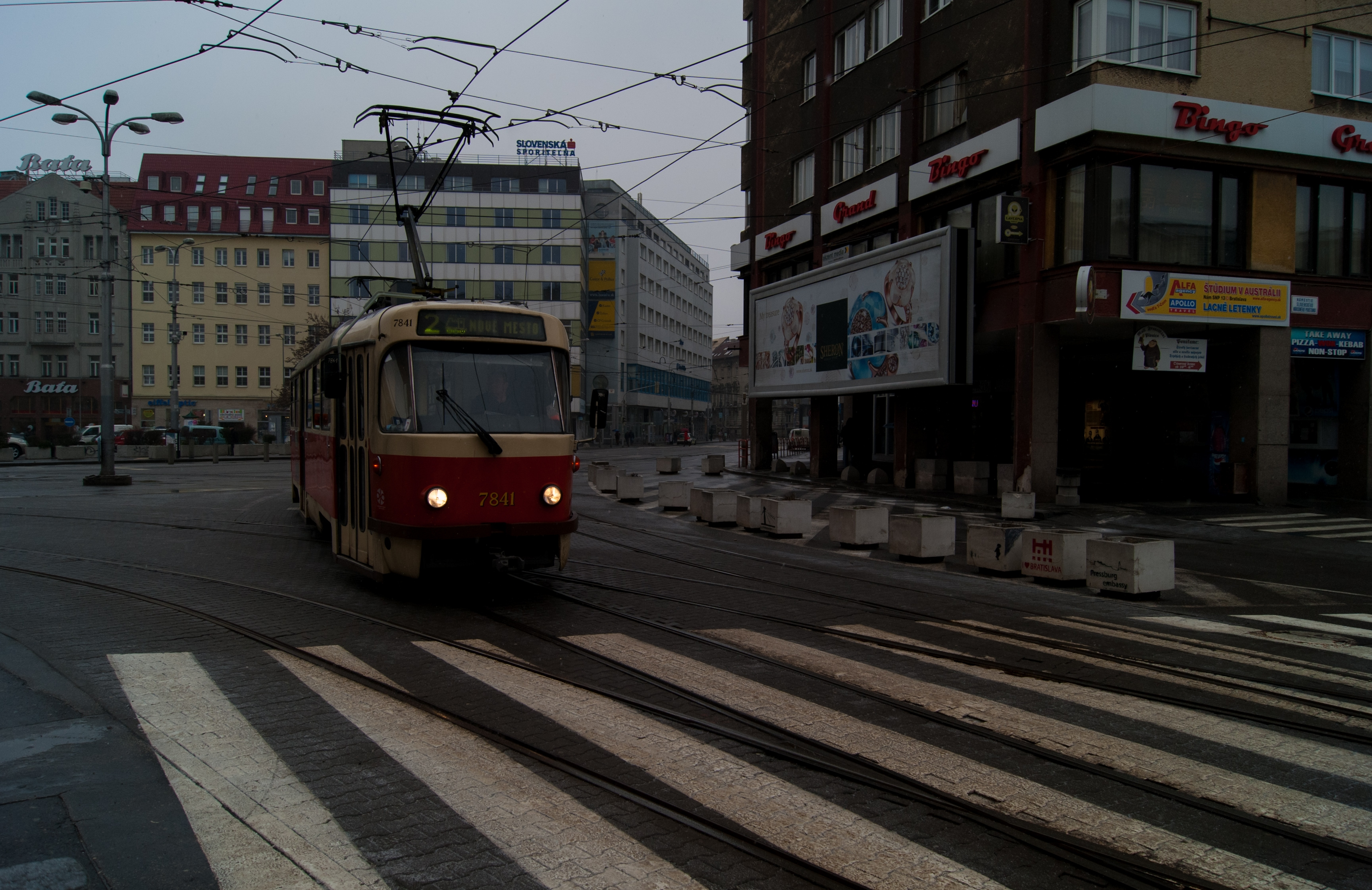
タトラT3G
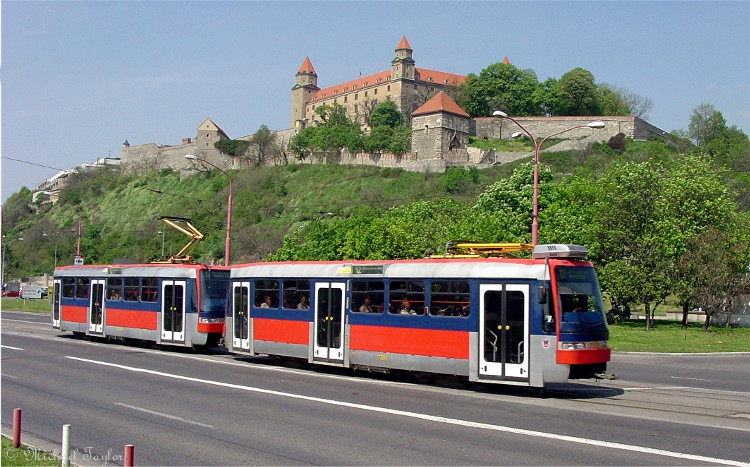
タトラT3S
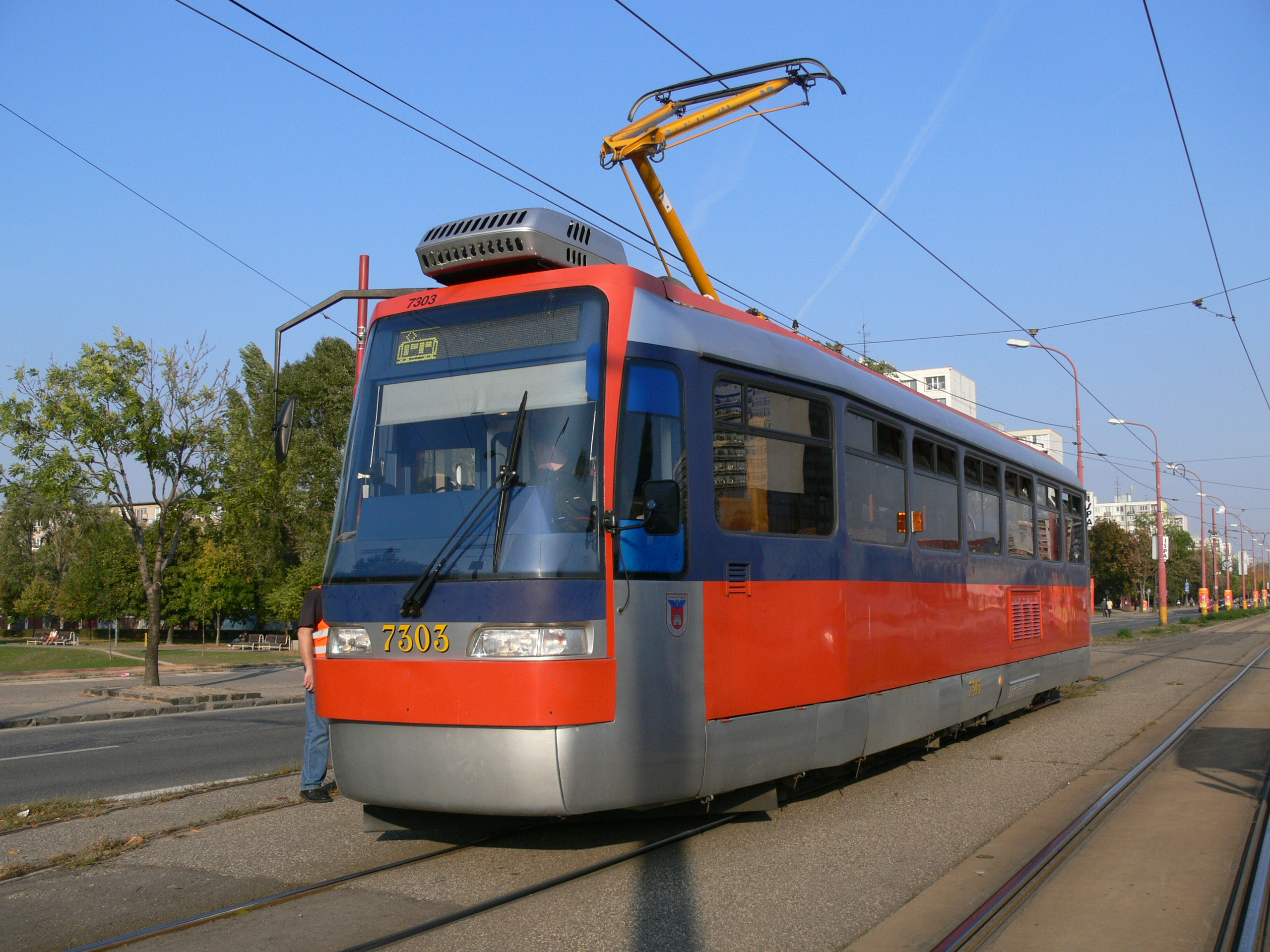
タトラT3AS
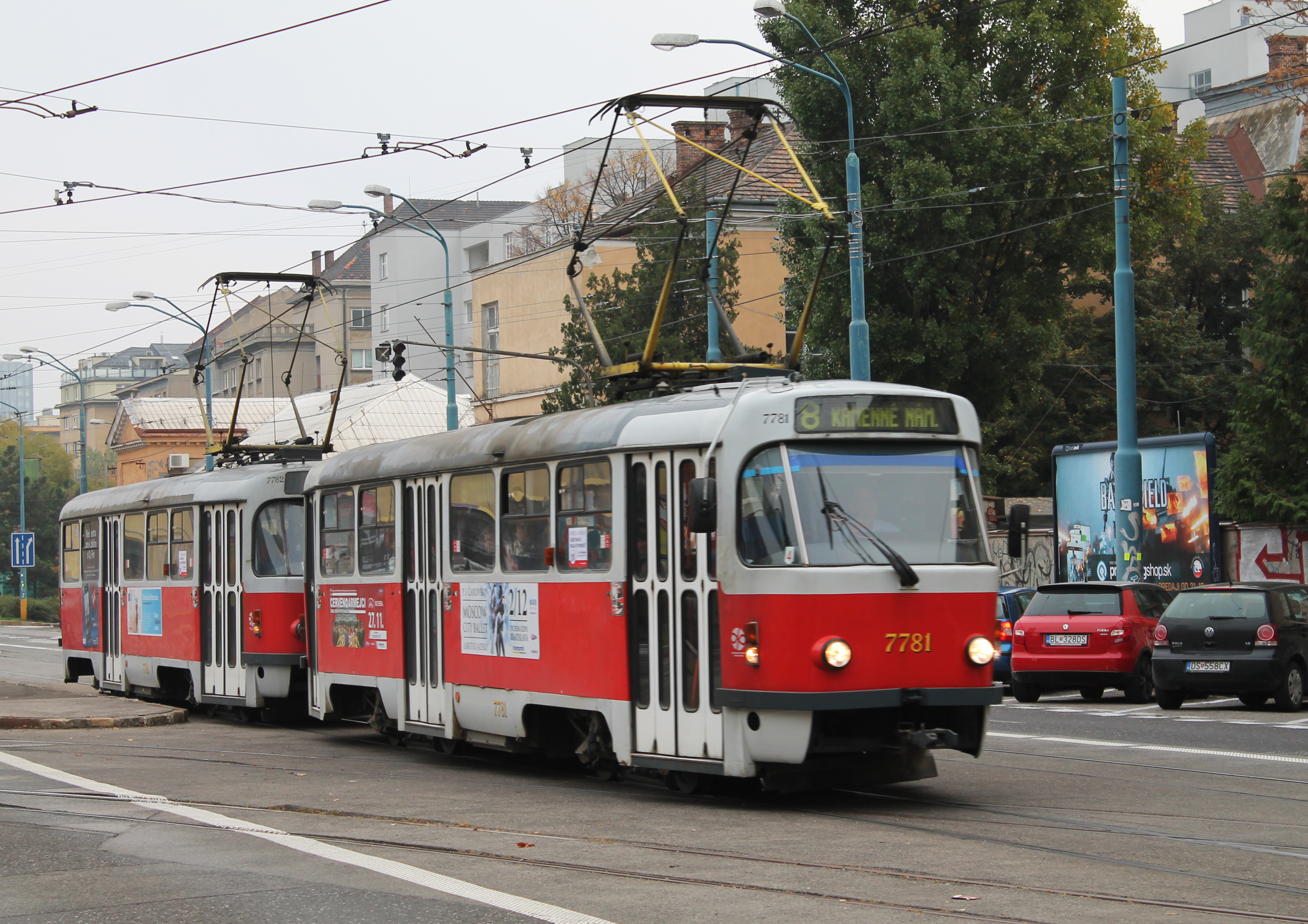
タトラT3P

### タトラK2

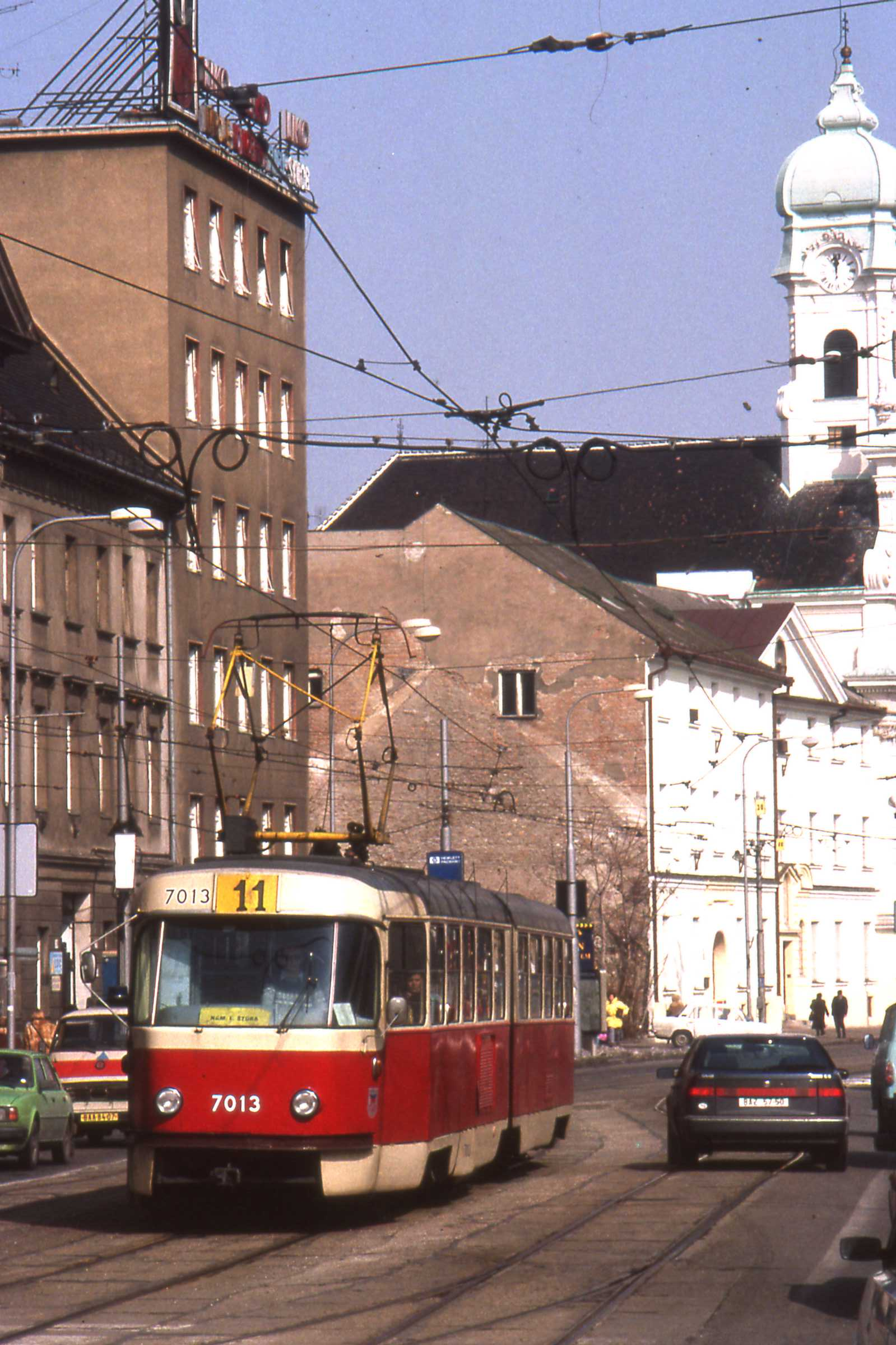
タトラK2（1993年撮影）

1967年からチェコスロバキアやソビエト連邦など東側諸国各地に導入が行われた2車体連接車。ブラチスラヴァ市電には1969年から1983年まで89両が導入された。1990年代以降は電気機器や運転台・前面形状の変更、一部車両は車体新造も実施したK2Sへの更新が実施された他、事故で破損した1両も復旧の際に制御装置を交換したK2Gへの改造工事が行われた。その一方で1両（317）については導入当時の姿に復元され、動態保存運転に用いられている。

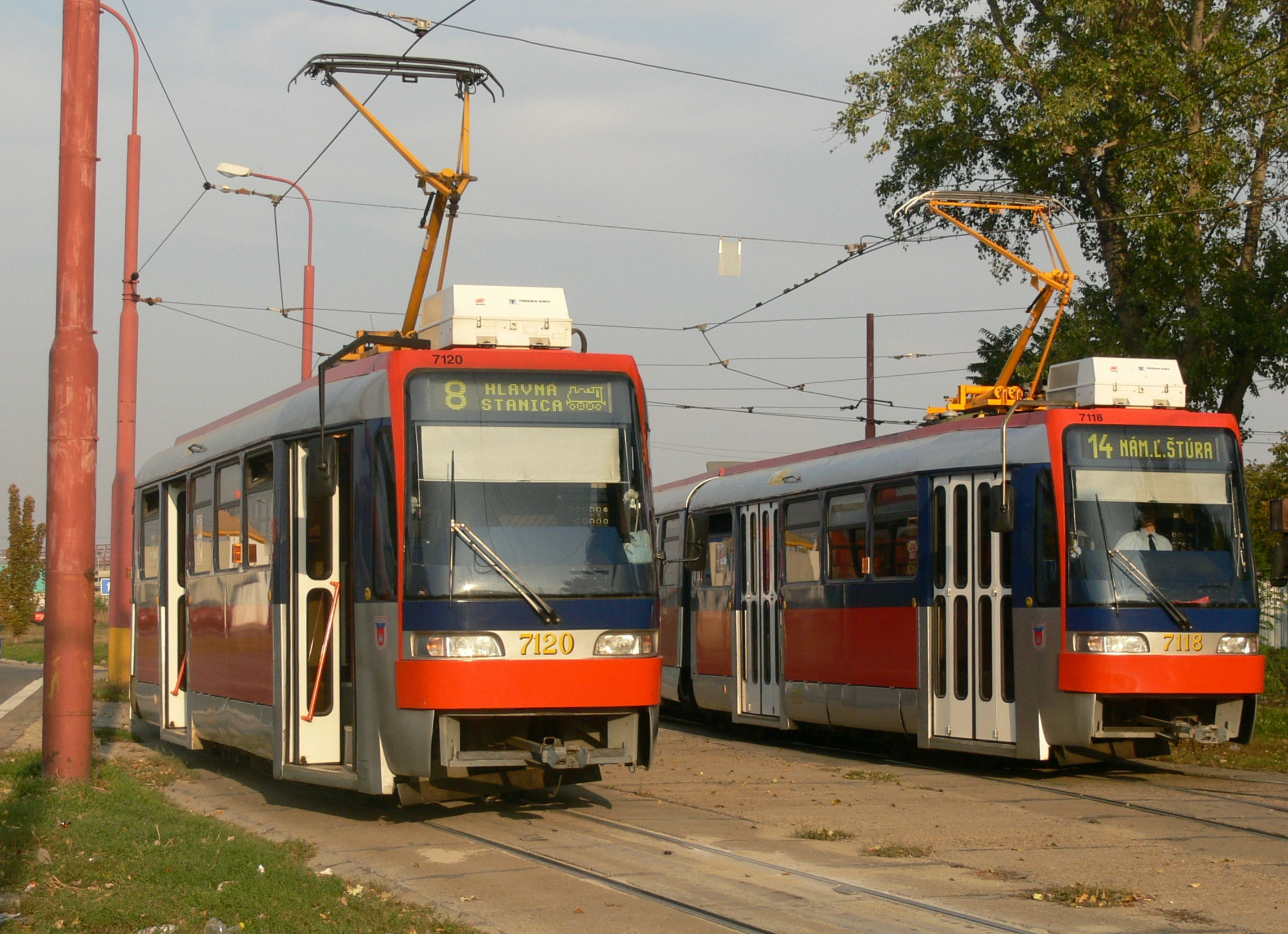
タトラK2S
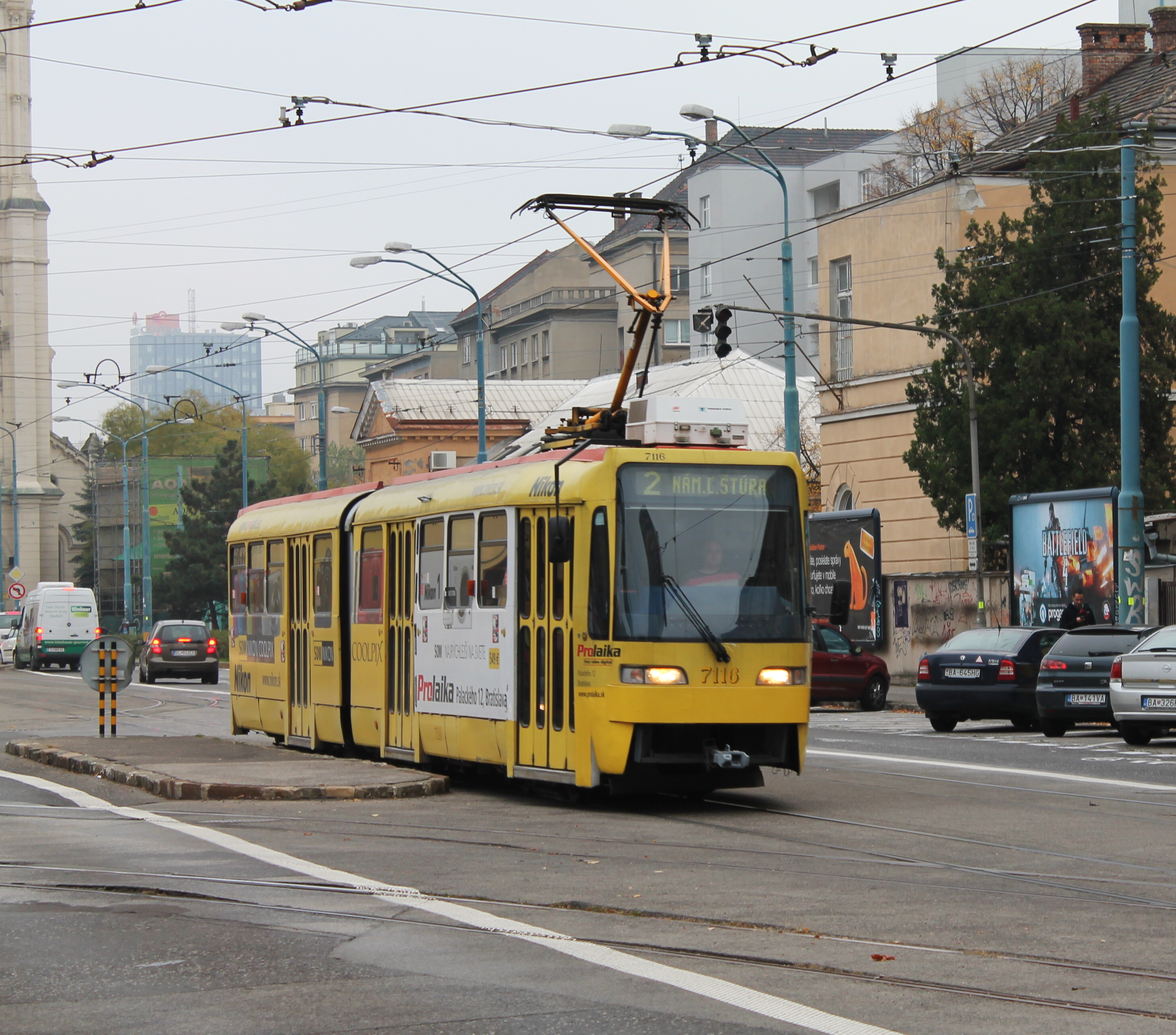
タトラK2S（全面広告塗装）

### タトラT6A5

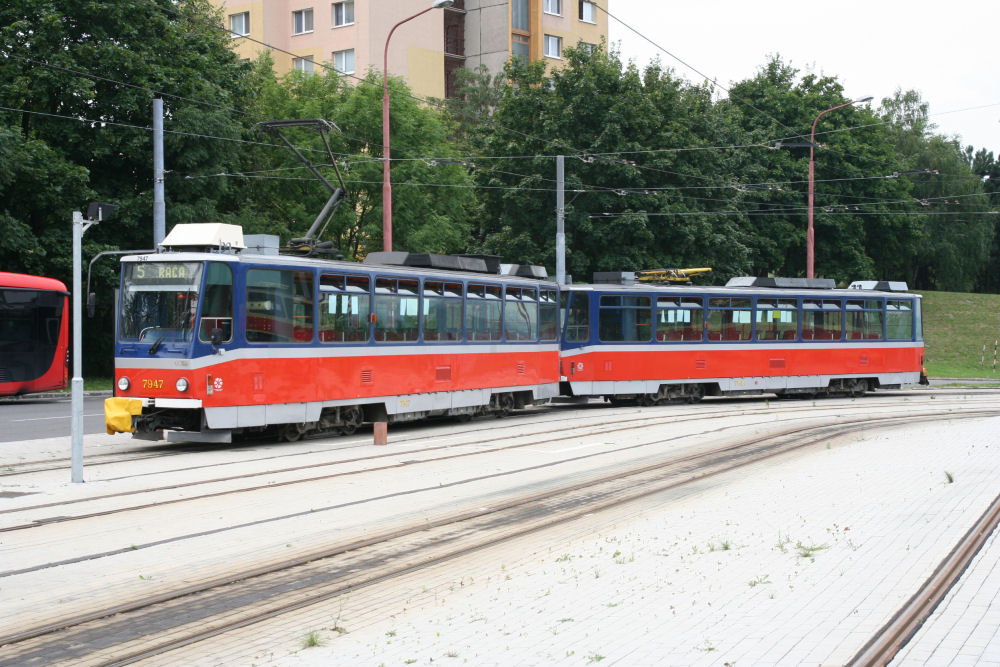
タトラT6A5

直線的な車体デザインや電力消費量を抑えたサイリスタチョッパ制御の導入など、T3から大幅に設計を変更したチェコ・スロバキア向けの標準型車両。ブラチスラヴァ市電はT6A5が最初に導入された路線であり、1991年以降58両が導入された。

### シュコダ29T

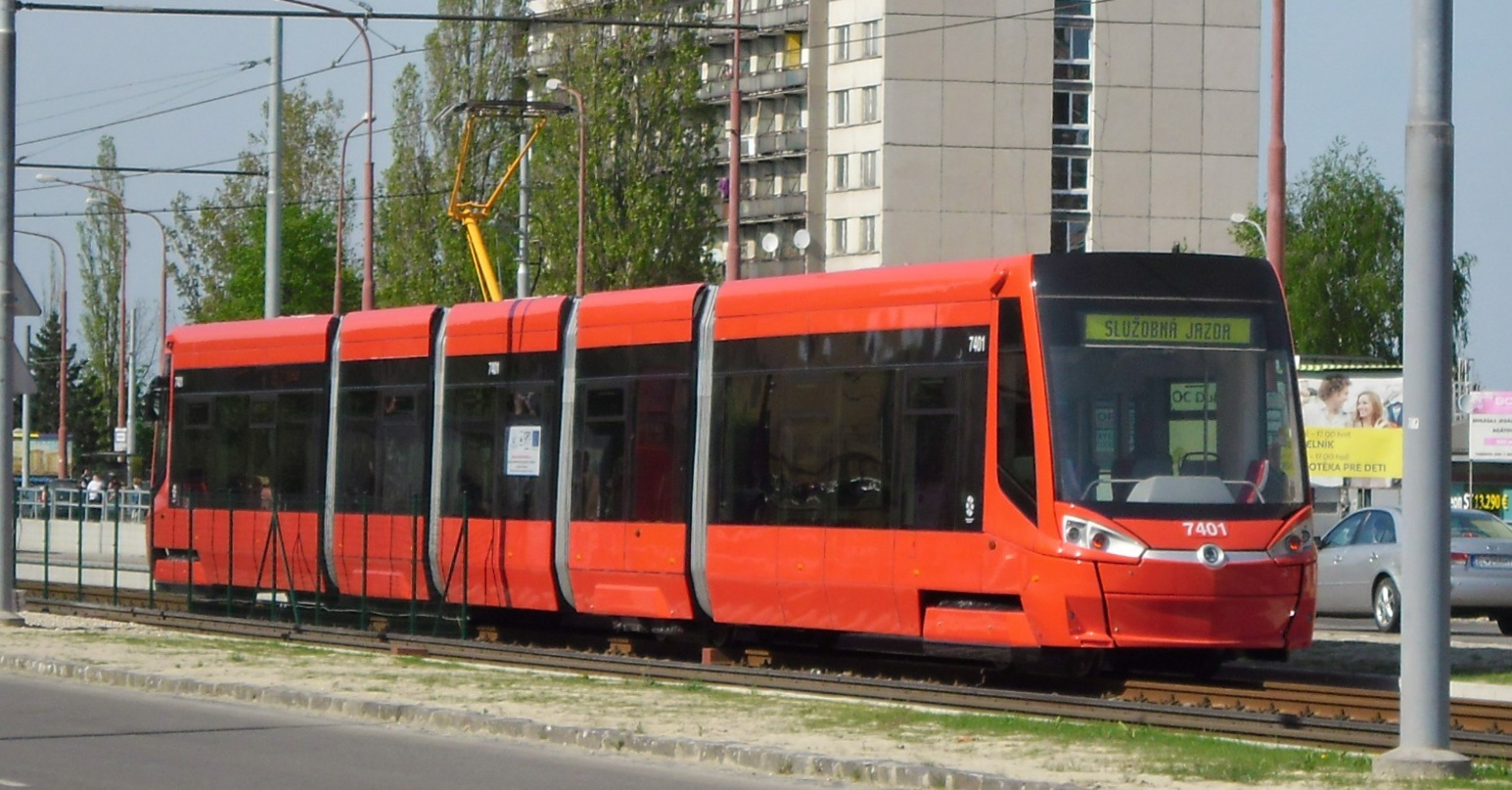
シュコダ29T

シュコダ・トランスポーテーションが展開する超低床電車であるフォアシティ・プラスの1形式。回転軸を有するボギー台車が設置された車端部を除き、車内の88 %が床上高さ350 mmの低床構造となっている。2015年4月28日から営業運転を開始し、30両が導入されている。

### シュコダ30T

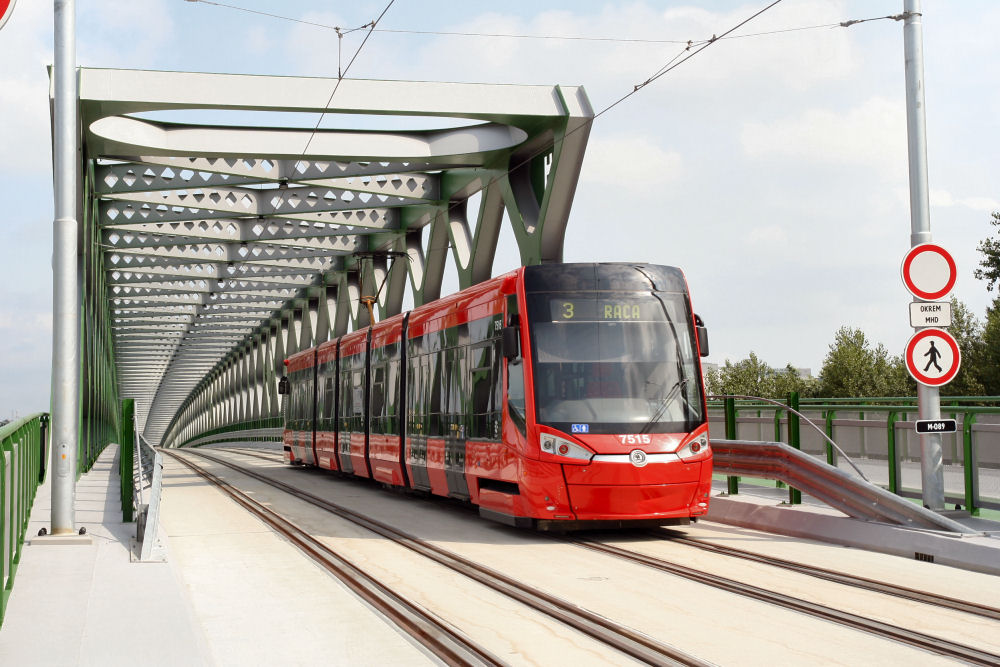
シュコダ30T

フォアシティ・プラスのうち、車体両側に運転台が設置されている両運転台車両で、車内の低床率は92 %である。30両が導入されており、ループ線が存在しないペトルジャルカ方面（3系統）で集中的に用いられる。